# Kazuto Sakata
Pour les articles homonymes, voir Sakata.
 (juin 2025).
Si vous disposez d'ouvrages ou d'articles de référence ou si vous connaissez des sites web de qualité traitant du thème abordé ici, merci de compléter l'article en donnant les références utiles à sa vérifiabilité et en les liant à la section « Notes et références ».
Kazuto Sakata (坂田 和人, Sakata Kazuto), né le 15 août 1966 à Tokyo, est un pilote de vitesse moto japonais

## Biographie
À 25 ans, il débute à un âge relativement élevé en Championnats du monde de vitesse lors du Grand prix du Japon sur une Honda. Il remporte son premier Grand Prix en Espagne lors de la saison 1993. Il remporte une deuxième victoire à Brno et termine vice-champion du monde.
Il change de constructeur pour la saison suivante, rejoignant la marque italienne Aprilia. Pour sa première saison avec ce constructeur, il remporte le titre mondial, remportant trois nouvelles victoires.
La saison suivante se solde par deux nouvelles victoires et un titre de vice-champion derrière son compatriote Haruchika Aoki. Après deux saisons terminées respectivement à la huitième et la quatrième place mondiale, il renoue avec le titre mondial en 1998.
La saison suivante, où il retrouve Honda, n'est pas à la hauteur de ses espérances avec comme meilleur résultat une septième place, il termine la saison à la quatorzième place du championnat.

## Palmarès
- Champion du monde 125 cm3 en 1994 et 1998
- Vice-champion du monde 125 cm3 en 1993 et 1995
- 11  victoires en Grand Prix, 41 podiums